# Rhagoletis flavicincta
Rhagoletis flavicincta är en tvåvingeart som beskrevs av Günther Enderlein 1934. Rhagoletis flavicincta ingår i släktet Rhagoletis och familjen borrflugor. Inga underarter finns listade i Catalogue of Life.